# Antoni Falkiewicz
Antoni Falkiewicz (ur. 3 września 1901 we Lwowie, zm. 2 września 1977 we Wrocławiu) – doktor medycyny, profesor Akademii Medycznej we Wrocławiu, internista, kardiolog. 

## Życiorys
Syn Antoniego. Studiował medycynę na Wydziale Lekarskim Uniwersytetu Jana Kazimierza we Lwowie, później pracował w II Klinice Chorób Wewnętrznych pod kierunkiem prof. Romana Renckiego, a w 1925 otrzymał tytuł doktora wszechnauk lekarskich. Po doktoracie wyjechał na roczny staż do Wiednia, gdzie u prof. dra Karela Frederika Wenckebacha zgłębiał tajniki nowatorskiej wówczas techniki kardiologicznej – elektrokardiografii. Wróciwszy do Lwowa w 1926 pracował do 1935 w Uniwersyteckiej Klinice Chorób Wewnętrznych, dając się poznać jako doskonały nauczyciel akademicki, uzdolniony diagnosta i naukowiec. 
9 grudnia 1926 Prezydent RP mianował go podporucznikiem ze starszeństwem z dniem 1 lipca 1925 i 41. lokatą w rezerwie, w korpusie oficerów sanitarnych, grupa lekarzy, a Minister Spraw Wojskowych wcielił do 10 batalionu sanitarnego w Przemyślu.
W 1934 pozostawał w ewidencji Powiatowej Komendy Uzupełnień Lwów Miasto. Posiadał przydział do kadry zapasowej 10 Szpitala Okręgowego w Przemyślu.
W 1935 wygrał konkurs na stanowisko prymariusza Oddziału Wewnętrznego Państwowego Szpitala Powszechnego we Lwowie; pracując tam nie zaniedbywał swego rozwoju naukowego.
Podczas II wojny światowej najpierw (po wkroczeniu Rosjan) był ordynatorem Oddziału Kardiologiczno-Reumatologicznego, a następnie przeniesiono go na stanowisko docenta Katedry Terapii Szpitalnej. Po wkroczeniu Niemców prowadził prywatną praktykę lekarską. W 1943 przeniósł się z rodziną na Rzeszowszczyznę. Po ponownym przejściu frontu, w 1944, Falkiewicza powołano do służby wojskowej i skierowano – w stopniu podpułkownika – na stanowisko naczelnego internisty Dowództwa Okręgu Wojskowego Lublin-Warszawa. W tym czasie prowadził na Uniwersytecie Marii Curie-Skłodowskiej w Lublinie zajęcia dydaktyczne dla studentów IV i V roku Wydziału Lekarskiego. W Lublinie także otrzymał habilitację, publikując rozprawę „O możliwości wykorzystania zaburzeń przewodzenia bodźców w obrębie wiązki przedsionkowo-komorowej u człowieka”.
Po wojnie Falkiewicz osiadł we Wrocławiu, gdzie w grudniu 1945 powierzono mu Klinikę Chorób Wewnętrznych Uniwersytetu i Politechniki przy ul. Pasteura 4. W 1946 mianowano go profesorem nadzwyczajnym. W tym samym roku, w wyniku zmian organizacyjnych, Falkiewicz został kierownikiem II Kliniki Chorób Wewnętrznych (mieszczącej się w tym samym miejscu).
W latach 1949–1950 Falkiewicz był dziekanem Wydziału Lekarskiego, a od chwili usamodzielnienia się wrocławskiej Akademii Medycznej w 1950 – jej prorektorem do spraw nauki, by w latach 1954–1957 objąć w niej stanowisko rektora. Był współzałożycielem i przewodniczącym Oddziału Wrocławskiego Polskiego Towarzystwa Lekarskiego, w Towarzystwie Internistów Polskich zasiadał w Zarządzie Głównym i przewodniczył Oddziałowi Wrocławskiemu, a w Międzynarodowym Towarzystwie Internistów, od 1955, był jego członkiem zwyczajnym. W 1961 mianowano go profesorem zwyczajnym, a w 1971 przeszedł na emeryturę. W latach 1951–1977 pełnił funkcję kierownika ośrodka naukowo-badawczego i konsultanta naukowego uzdrowiska Kudowa-Zdrój.
Wyróżniony został m.in. tytułem honorowego obywatela Kudowy-Zdroju, Naukową Nagrodą miasta Wrocławia, a także doktora honoris causa Akademii Medycznej we Wrocławiu (1972) i Wojskowej Akademii Medycznej w Łodzi (1975).
Zmarł 2 września 1977 we Wrocławiu.
Ojciec dziennikarki Magdaleny Bajer.

## Ordery i odznaczenia
- Krzyż Oficerski Orderu Odrodzenia Polski
- Krzyż Kawalerski Orderu Odrodzenia Polski (9 lipca 1954)[4]
- Złoty Krzyż Zasługi (22 lipca 1951)[5]
- Odznaka honorowa „Za wzorową pracę w służbie zdrowia” (1 kwietnia 1951)[6]

## Upamiętnienie
Jego imieniem nazwano szpital specjalistyczny na wrocławskim Brochowie.

Lekarz przyjmuje pacjenta, a nie procesję chorych narządów. Musimy widzieć człowieka w całym jego otoczeniu, a nie same choroby, od których chcemy go uwolnić.